# Baden-Württembergischer Handwerkstag
Der Baden-Württembergische Handwerkstag e. V. (BWHT) ist die Interessenvertretung des baden-württembergischen Handwerks auf Landesebene. Seine Mitglieder sind die acht baden-württembergischen Handwerkskammern an den Standorten Freiburg, Heilbronn, Karlsruhe, Konstanz, Mannheim, Reutlingen, Stuttgart und Ulm sowie die 54 Fachverbände des baden-württembergischen Handwerks, die zugleich Arbeitgeber- und Branchenverbände sind. Als weitere Mitglieder kommen zehn Organisationen hinzu, die dem Handwerk eng verbunden sind. Der im Jahr 1960 gegründete BWHT wird in der Rechtsform des eingetragenen Vereins geführt, seine Geschäftsstelle befindet sich in Stuttgart.
Als Dachverband repräsentiert der BWHT über 137.000 Handwerksbetriebe im Land, die mit ihren 810.000 Mitarbeitern knapp 48.000 junge Menschen in einem Handwerksberuf ausbilden und einen Umsatz von über 100 Milliarden Euro erwirtschaften (Stand Ende 2020). Dem BWHT angeschlossen sind Handwerk International Baden-Württemberg, ein erster Ansprechpartner für alle Fragen rund um das Themengebiet Außenwirtschaft, sowie die besonders bei Existenzgründungen und Übernahmen aktive Beratungsgesellschaft für Handwerk und Mittelstand GmbH (BWHM).

## Aufgaben, Ziele und Projekte
Ziel des BWHT ist die gemeinsame Interessenvertretung des baden-württembergischen Handwerks gegenüber Landespolitik und Öffentlichkeit. Dazu formuliert der BWHT einheitliche politische Positionen zu handwerksrelevanten Themen, ist Adressat des Verbändeanhörungsverfahrens im Landtag und sachkundiger Ansprechpartner für Politik und Medien. Außerdem hat der BWHT eine koordinierende Funktion zwischen den Handwerksorganisationen und übernimmt die Trägerschaft für organisationsübergreifende Projekte. Zu diesen Projekten gehört zum Beispiel eine Energie-Einkaufsgemeinschaft, der sich landesweit zahlreiche Handwerksbetriebe angeschlossen haben.
Da das Handwerk in erster Linie aus kleinen und mittleren Betrieben besteht, zählt die Mittelstandspolitik zu den Kernaufgaben des BWHT. Aber auch bildungs- und umweltpolitische sowie technologische Fragestellungen greift der Handwerkstag in seinen Abteilungen auf. Dabei reicht die Themenpalette vom Abbau kostenintensiver und zeitaufwändiger Bürokratie über die Nachwuchssicherung und den Fachkräftemangel bis hin zur Digitalisierung. Letztere bildet gemeinsam mit den Themen Personal und Strategie auch den Schwerpunkt der Zukunftsinitiative Handwerk 2025, die Handwerksbetriebe auf aktuelle und kommende Herausforderungen vorbereitet. Aber auch die Förderung von Existenzgründungsberatungen steht weit oben auf der politischen Agenda des BWHT.
An der Spitze des Handwerkstages stehen Landeshandwerkspräsident Rainer Reichhold und Hauptgeschäftsführer Peter Haas (Nachfolger von Hartmut Richter).